# Wybory do Izby Poselskiej Republiki Czeskiej w 1996 roku
Wybory parlamentarne w Czechach w 1996 roku zostały przeprowadzone w dniach 31 maja i 1 czerwca 1996. Były to pierwsze wybory przeprowadzone po rozpadzie Czecho-Słowacji. W ich wyniku wybrano 200 deputowanych do Izby Poselskiej. Frekwencja wyborcza wyniosła 76,3%. W wyborach zwyciężyła rządząca Obywatelska Partia Demokratyczna Václava Klausa, jednak partie dotychczasowej koalicji (ODS, ludowcy i ODA) nie uzyskały większości w parlamencie. Wiązało się to z kryzysem politycznym, który doprowadził do przedterminowych wyborów w 1998.

## Wyniki wyborów

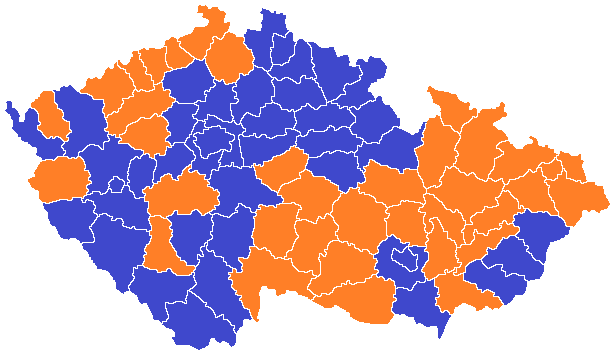
Zwycięzcy wyborów w poszczególnych powiatach:
Obywatelska Partia Demokratyczna
Czeska Partia Socjaldemokratyczna

Obywatelska Partia Demokratyczna
     Czeska Partia Socjaldemokratyczna
| Komitet wyborczy                                                            | Głosy     | Głosy  | Mandaty | Mandaty |
| Komitet wyborczy                                                            | Liczba    | %      | Liczba  | %       |
| --------------------------------------------------------------------------- | --------- | ------ | ------- | ------- |
| Obywatelska Partia Demokratyczna                                            | 1 794 560 | 29,62  | 68      | 34,0    |
| Czeska Partia Socjaldemokratyczna                                           | 1 602 250 | 26,44  | 61      | 30,5    |
| Komunistyczna Partia Czech i Moraw                                          | 626 136   | 10,33  | 22      | 11,0    |
| Unia Chrześcijańska i Demokratyczna – Czechosłowacka Partia Ludowa          | 489 349   | 8,08   | 18      | 9,0     |
| Stowarzyszenie na rzecz Republiki – Republikańska Partia Czechosłowacji     | 485 072   | 8,01   | 18      | 9,0     |
| Obywatelski Sojusz Demokratyczny                                            | 385 369   | 6,36   | 13      | 6,5     |
| Emeryci na rzecz Bezpieczeństwa Życia                                       | 187 455   | 3,09   | —       | —       |
| Unia Demokratyczna                                                          | 169 796   | 2,80   | —       | —       |
| Wolni Demokraci – Liberalna Partia Narodowo-Społeczna                       | 124 165   | 2,05   | —       | —       |
| Blok Lewicowy                                                               | 85 122    | 1,40   | —       | —       |
| Niezależni                                                                  | 30 125    | 0,50   | —       | —       |
| Czesko-Morawska Unia Centrum                                                | 27 490    | 0,45   | —       | —       |
| Ruch na rzecz Samorządnych Moraw i Śląska – Morawskie Zjednoczenie Narodowe | 25 198    | 0,42   | —       | —       |
| Morawska Partia Narodowa – Ruch Zjednoczenia Śląsko-Morawskiego             | 16 580    | 0,27   | —       | —       |
| Partia Lewicy Demokratycznej                                                | 7740      | 0,13   | —       | —       |
| Prawica Czeska                                                              | 2808      | 0,05   | —       | —       |
|                                                                             |           |        |         |         |
| Ogółem                                                                      | 6 059 215 | 100,00 | 200     | 100,0   |
| Głosy nieważne                                                              | 37 189    | 0,61   |         |         |
| Frekwencja                                                                  | 6 105 588 | 76,41  |         |         |